# Volvo C30
A Volvo C30 a Volvo svéd autógyártó legkisebb modellje. A Ford's Premier Automotive Group divízió által gyártott három ajtós, négyüléses, luxus kategóriás gépkocsi 1.6, 1.8, 2.0, 2.5-ös dízel, valamint benzines motorral érhető el. Tekinthető az S40/V50/C70 sorozat háromajtós változatának is, legtöbb tulajdonságukat át is vette.  Azonban merész újítása ez a modell a konzervatív svéd márkának. Szlogenje: "A c30 mindenkire hat, van, aki gyűlöli, és van aki imádja, de senki sem tud mellette úgy elmenni, hogy ne váltana ki belőle érzelmeket"
A 2006-os párizsi autókiállításon mutatták be, és még annak az évnek a közepén bejelentették 2006. végi európai megjelenését. 2008-ban várható bemutatása az Amerikai Egyesült Államokban t5 néven. A BMW 1, Volkswagen Golf, Audi A3 és a Mini Cooper dominálta piacon kívánják pozicionálni, mint a „fiatal vásárló első Volvója”. Évi 65000 darab gyártását tervezik, ennek 75%-át az európai piacokra.
2009. szeptemberében az eredeti modellt átalakította.

## Külső hivatkozások
- Hivatalos nemzetközi Volvo C30 oldal
- Volvo C30 Dedicated Forum